# Subscripció
La subscripció o abonament és un model de negoci en la qual una persona té dret a un servei a través del pagament d'una quota.
En lloc de vendre productes individualment, amb una subscripció es comercialitza intermitentment en períodes variables (mensualment, anualment o per temporades) el consum d'un producte o l'accés a un servei. Aquesta forma de negoci ha provat ser eficient en casos on una venda única es converteix en una venda repetitiva, que pot crear certa lleialtat cap a una marca i que acaba sent útil per rastrejar a un usuari subscrit o que va cancel·lar la seva inscripció. La renovació d'una subscripció pot ser periòdica i activada automàticament, de manera que el cost d'una nova subscripció es paga per un preu preautorizat mitjançant una targeta de crèdit o un compte corrent, ja sense la intervenció de l'usuari.
Entre les indústries que utilitzen aquest mètode de comerç es troben els clubs de lectura, les companyies telefòniques, els subministradors de televisió per cable, les empreses de telefonia mòbil, els proveïdors d'Internet, canals televisius de pagament per esdeveniment, distribuïdors de programari, empreses de serveis financers, gimnasos i la indústria farmacèutica, així com diaris tradicionals (en paper) i revistes.